# Сарновка (Романовский район)
Сарновка (укр. Сарнівка) — село на Украине, основано в 1890 году, находится в Романовском районе Житомирской области.
Население по переписи 2001 года составляет 68 человек. Почтовый индекс — 13012. Телефонный код — 4146. Занимает площадь 3,7 км².

## Адрес местного совета
13012, Житомирская область, Романовский р-н, пгт Быковка, ул. Мира, 8